# Pterygoneurum lamellatum
Pterygoneurum lamellatum là một loài Rêu trong họ Pottiaceae. Loài này được (Lindb.) Jur. miêu tả khoa học đầu tiên năm 1882.